# Xingong
Xingong (in cinese: 新宫站S, Xīngōng zhànP) è una stazione di interscambio tra la linea Daxing e la linea 19 della metropolitana di Pechino. La stazione della linea Daxing è stata inaugurata il 30 dicembre 2010, mentre quella della linea 19 è stata inaugurata il 31 dicembre 2021.
Attualmente la linea Daxing e la linea 4 operano congiuntamente in una tratta unica ma, in base ai piani futuri, le due linee potrebbero essere suddivise e dalla stazione si ipotizza un collegamento alla linea 8. La stazione di Xingong, inoltre, coincide con il capolinea meridionale della linea 19.

## Posizione
La stazione di Xingong si trova all'incrocio tra Huaifang West Road e Xingongshangye 2nd Street, nel distretto di Fengtai. La stazione della linea Daxing è disposta in direzione nord-sud lungo Huaifang West Road, mentre quella della linea 19 in direzione est-ovest lungo Xingongshangye 2nd Street.

## Struttura e impianti
La stazione di Xingong è suddivisa in tre piani indicati come B1, B2 e B3, tutti quanti sotterranei. I binari della linea Daxing sono disposti al piano B2, mentre quelli della linea 19 al B3. Il piano B1 è dedicato all'atrio di ingresso. Entrambe le banchine delle due stazioni presentano una doppia banchina mediana.
La stazione è dotata di sei ingressi, indicati con le lettere A, B, C, E, F e G. Gli ingressi B e E sono accessibili ai portatori di disabilità motoria grazie alla presenza di ascensori.

## Servizi
Le stazioni dispongono di:
- Accessibilità per portatori di handicap (solo uscite B e E)
- Ascensore (solo uscita B e E)
- Scale mobili
- Emettitrice automatica biglietti
- Servizi igienici
- Sportello automatico
- Distributori automatici
- Stazione video sorvegliata
- Ufficio polizia

### Orari
Linea Daxing
Dal 30 dicembre 2010 la linea Daxing condivide il percorso con la Linea 4; dalla stazione di Xingong si operano i servizi come segue:
- Un servizio che copre l'intera tratta, da Anheqiao Nord, da dove inizia la Linea 4, fino a Tiangongyuan, capolinea della Linea Daxing.[8]
- Un servizio ridotto che copre l'intera Linea 4 al quale si aggiunge la fermata Xingong della Linea Daxing, la prima stazione della Linea Daxing, quindi offrendo corse da Anheqiao Nord a Xingong. I passeggeri che intendono proseguire verso sud devono scendere e cambiare binario in direzione Tiangongyuan.[9]

La prima corsa direzione Anheqiao Nord parte tutti i giorni alle 5:32 da Xingong, mentre l'ultima alle 23:12. In direzione Tiangongyuan (linea Daxing), il primo treno opera alle ore 5:33 mentre l'ultimo alle 23:30.
Linea 19
In direzione Mudanyuan, il primo treno da Xingong parte ogni mattina alle 5:30 e conclude il servizio alle 23:25.

### Tariffazione
Dalla stazione di Xingong la tariffazione parte da un prezzo di ¥3 (circa €0,40), a seconda della distanza di viaggio totale da percorrere, fino a un massimo di ¥7 (circa €1). Se si usa la carta dei trasporti, il prezzo viene scontato del 20% per le corse dopo una spese di ¥100 (circa €13) in un mese solare, del 50% per le corse dopo i ¥150 (circa €20) di spesa e superati i ¥400 di spesa (circa €52) non ci saranno ulteriori sconti.

## Interscambi
- Fermata autobus